# Hundsangen
Hundsangen là một đô thị trong huyện Westerwald bang Rheinland-Pfalz thuộc nước Đức. Đô thị Hundsangen có diện tích 7,63 km², dân số là 2124 người (31/12/2006).